# Szerkocsi

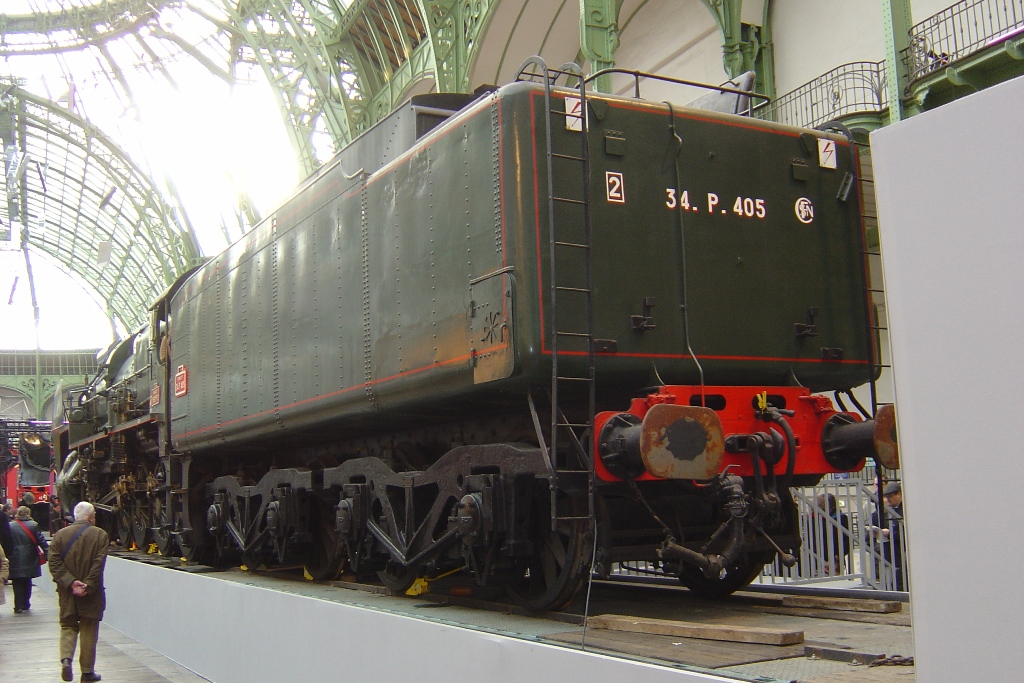
Az SNCF 150 P 13 típusú tehervonati mozdonyának 34. P. 405 típusú szerkocsija

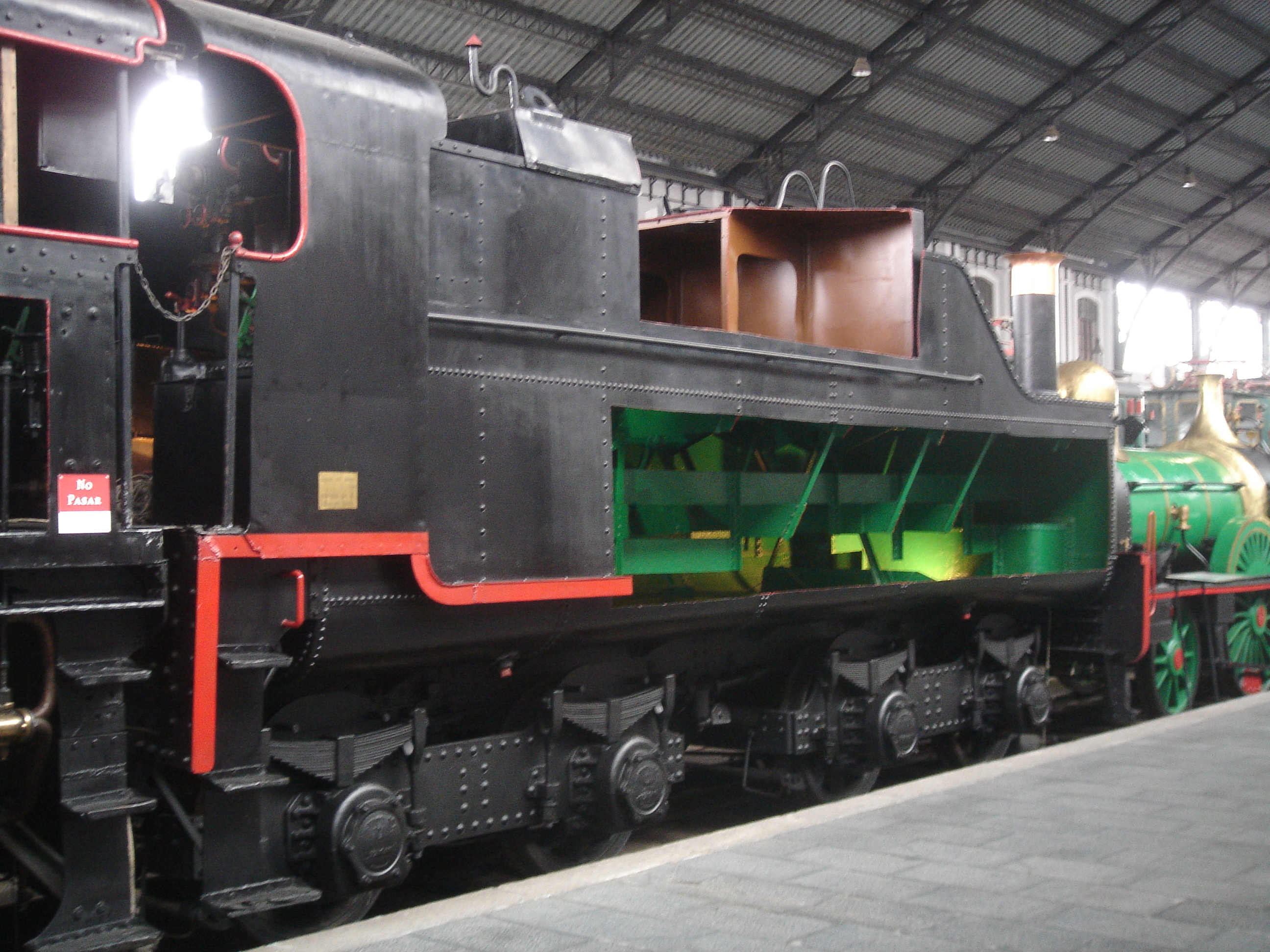
Renfe 141F 2416 pályaszámú mozdony szerkocsijának metszete a Delicias vasúti múzeumban, Madridban. A zöld rész a víz, a barna a fűtőolaj tárolására szolgált. A zöld részben láthatók az ún. hullámtörő lemezek, amelyek a víz menet közbeni mozgását csökkentették

A gőzmozdonyok működéséhez szükséges tüzelőanyag és víz menet közbeni tárolását a vasúti pálya terhelhetőségének korlátai miatt általában nem lehetett magán a mozdonyon megoldani. Ezért a tüzelőanyagot és vizet egy különleges vasúti kocsin az úgynevezett szerkocsin helyezték el. A szerkocsit közvetlenül a mozdonyhoz kapcsolják, leggyakrabban a mozdony tűzszekrény/állókazán felőli végén és azt a mozdony menet közben általában maga után húzza. Ezt a magyar szakzsargon egyenes állásban közlekedésnek nevezi, míg a szerkocsival előre közlekedés a fordított állás.
A szerkocsi azonban nem minden mozdony tartozéka: kisebb mennyiségű üzemanyag magán a mozdonyon is elhelyezhető, melyet ez esetben szertartályos, illetve régiesen szertartányos mozdonynak nevezik.

## Kivitele
A gőzmozdonyok tüzelőanyagaként feketekőszén, barnakőszén, szénpor, fa, tőzeg, könnyű fűtőolaj, vagy nehézolaj, az úgynevezett pakura szolgálhat. A tüzelőanyag tárolásának módját a tüzelőanyag jellemzői, például a halmazállapota befolyásolja. Az olajat például mindenképpen zárt tartályban helyezik el. (A védőtetőről könnyen felismerhető.) A tőzeget a fűtőértékéhez képest nagy fajlagos térfogata miatt gyakran két szerkocsival vitte magával a mozdony. Mivel manapság a vasútvonalak mentén már kevés a vízvételezési lehetőség, így a nosztalgiaforgalomban közlekedő gőzmozdonyok alkalmanként két szerkocsit visznek magukkal, amelyek közül az első a tüzelőanyagot, a második pedig a vizet szállítja. (Például a legendás Flying Scotsman esetében.) Plusz víz szállító szerkocsit, sőt gyakran egyszerű tartálykocsit vízben szegény területeken, például Dél-Afrikában is csatoltak a gőzmozdonyokhoz.

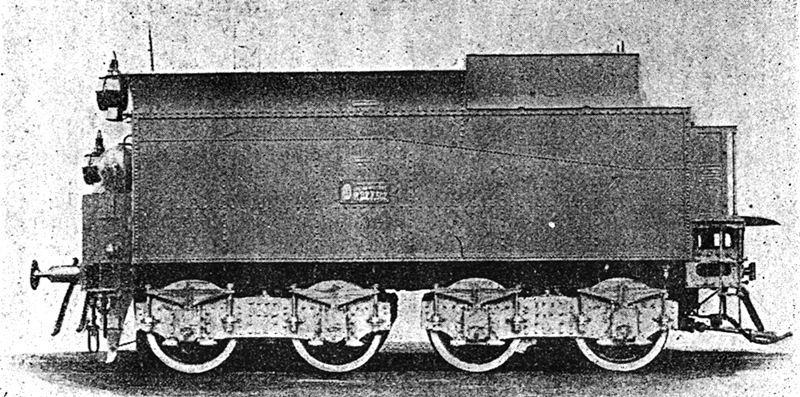
Jellegzetes négytengelyes magyar szerkocsi: a MÁV 327,502 pályaszámú mozdonyának R típusú szerkocsija

A szerkocsi nagysága az üzemeltetési körülményektől függött: így a vonalhossz, üzemanyagellátó-telepek egymástól való távolsága, a vételezésre rendelkezésre álló idő befolyásolja. Németországban például 5–40 m³ víz és 4–18 t tüzelőanyag tárolására alkalmas szerkocsik készültek, de az USA-ban a 94,6 m³ vizet és 26,5 t tüzelőanyagot befogadni képes változatok voltak használatban. Ahol nyílt vonalon, az állomásokon kívül is volt lehetőség vizet vételezni, ott relatíve kisebb vízmennyiség, de cserébe több tüzelőanyag tárolására tették alkalmassá a szerkocsikat. A világrekorder a New York Central Railroad Niagara nevű mozdonya volt, melynek szerkocsija 41,7 t szén és 68,1 m³ víz tárolására volt képes. Közép-Európában, így Magyarországon ezzel szemben más jellegű peremfeltételek voltak lényegesek: így sokáig a fordítókorongok mérete korlátozta a mozdony és a hozzá tartozó szerkocsi hosszát: a mozdonnyal szemben elvárt teljesítményre tekintettel a mozdony méreteit kevésbé lehetett korlátozni, így gyakran a szerkocsi (hossz-)méretében kellett a nagyobb kompromisszumot kötni. A másik korlátot a vonalak tengelyterhelése jelentette, amely vagy a szerkocsi befogadóképességének korlátozását jelentette, vagy egyes vonalakon kellett korlátozni a szerkocsiba tölthető üzemanyagok mennyiségét.
A viszonylag rövid szerkocsi teljesen kiszerelve (azaz „teletankolva”) meglehetősen nagy tömegű, így azt aránylag sok tengely támasztja alá. Európában a háromtengelyes merev keretes és a négytengelyes kétforgóvázas kivitel terjedt el, de az USA-ban hat- és nyolctengelyes szerkocsik voltak szokásosak.

## Különleges szerkocsik

### Kondenzációs szerkocsik
Vízvételezési lehetőséggel rosszul ellátott vidékeken, például részben a második világháborúban Németországtól keletre közlekedő német 52 sorozatú és az extrém vízhiányos dél-afrikai vonalakon közlekedő (SAR 25) sorozatú mozdonyok ún. kondenzációs gőzmozdonyok voltak és ezekhez kondenzátorral (többek között külső hűtőbordákkal) ellátott ún. kondenzációs szerkocsikat kapcsoltak. Egy ilyen szerkocsi a Neuenmarktban lévő német gőzmozdony-múzeumban van kiállítva.

### Kabinszerkocsi
A kabinszerkocsinál egy kis szakaszt alakítottak ki a vonatvezető/vonatkísérő számára, hogy így a tehervonatoknál nem szükséges külön poggyászkocsit besorozni. A kabint a széntartó mögött alakították ki és mindkét oldalon feljáróajtóval közelíthető meg. A kabin beépítése viszont csökkentette a szerkocsi kapacitását. Kabinszerkocsit a német 50 sorozatú és az osztrák 52 sorozatú mozdonyainál alkalmazták.

### Korridor-szerkocsi
A nagy távolságokon megállás nélkül közlekedő brit gyorsvonati mozdonyok olyan különleges szerkocsival készültek, melyek lehetővé tették a mozdonyszemélyzet menet közbeni cseréjét a szerkocsiban kialakított oldalfolyosón keresztül. A porosz S 9 sorozatú kísérleti mozdonynak is hasonló átjárója volt.

### Kád-szerkocsi

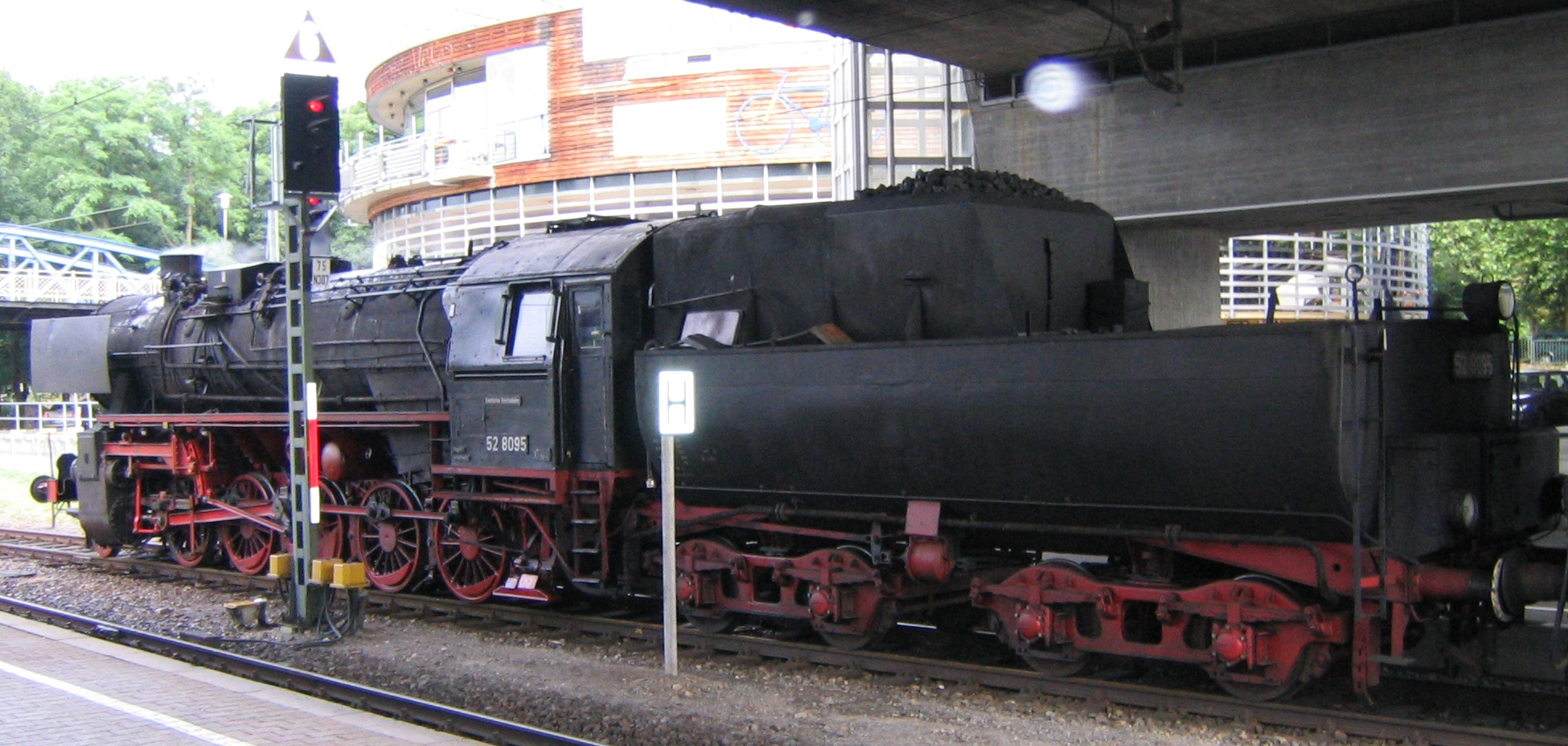
DRG 52 sorozat a 2'2' T30 típusú kád-szerkocsival

A második világháború alatt Németországban olyan szerkocsikat készítettek nagy darabszámban, melynek víztartályát kád alakúra hajított lemezekből készítették. A kádszerkocsi előnye, hogy a kád önhordó, így a szerkocsi nem igényel külön keretet, melynek anyagát így meg lehetett takarítani. A hátránya, hogy a kádszerkocsi a rendelkezésre álló szerkesztési szelvényt nem eléggé használja ki, kevésbé esett a latba, mivel ezek a hadimozdonyok amúgy is viszonylag alacsony tengelyterhelésű vonalakra készültek.

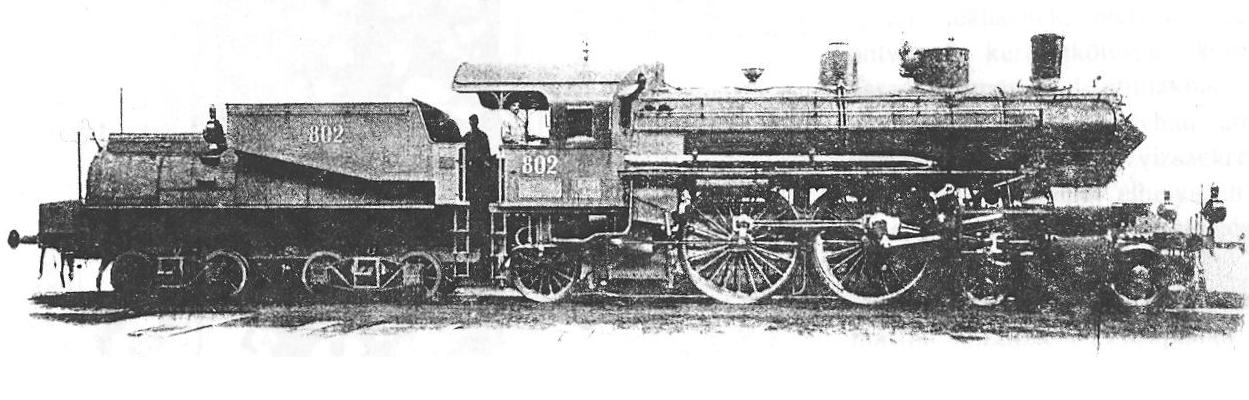
A MÁV In. osztályú 802 pályaszámú (később: 203,001 psz.) mozdonya Vanderbilt-szerkocsival

### Vanderbilt-szerkocsi
Cornelius Vanderbilt III 1901-ben olyan szerkocsit szabadalmaztatott, amelynek egy tartálykocsihoz hasonló hengeres tartálya van, míg a széntartót a tartály elejére szerelték fel. A típus előnye volt, hogy kisebb felső felülettel, alacsonyabb tömeggel és nagyobb merevséggel rendelkezett, míg a hátránya a nagyobb hosszúsága volt, melynek oka, hogy az a típus sem használja ki eléggé a szerkesztési szelvényt. Néhány USA-beli vasúttársaság (például Baltimore and Ohio Railroad) és a South African Railways (pl a 24 sorozat és a 19D sorozat utolsó példányai) alkalmazta. Vanderbilt-szerkocsit a MÁV is alkalmazott: a 203 sorozatú gyorsvonati mozdonyok egy részéhez kapcsoltak ilyen, N típusú szerkocsit két változatban, összesen 18 db-ot. A MÁV-nál a szerkocsik előnyeként a nyugodt futást, hátrányként pedig a kisebb befogadóképesség melletti nagyobb öntömeget állapították meg.

### Merevkeretes szerkocsi
A második világháború okozta anyaghiány miatt a kádszerkocsik mellett merevkeretes szerkocsit is kifejlesztettek, melyek mind a négy tengelyét egy külső keretben csapágyazták. Ezt a típust a Bécs részévé vált Floridsdorfban található WLF cég fejlesztette ki, és később a bécsújhelyi Rax-művekben és a Kaiserslauterni Acélművekben is gyártották. Főképpen a DRG 52 sorozatú mozdonyaihoz kapcsolták őket.
A négytengelyes merevkeretes szerkocsis tömegokokból Ausztriában elterjedtebbek voltak, mint a forgóvázas szerkocsik. Az első ilyen típus a Déli Vasút 570 sorozatú mozdonyához készült 1915-ben, és később a BBÖ-nél a 87 szerkocsi-sorozatjelet kapta. Minden további szerkocsi-sorozat ezekből származik.
A BBÖ 84 sorozatát a híres 1'D2' tengelyelrendezésű 214 és a 2'D tengelyelrendezésű 113 sorozatához kapcsolták. Az egyetlen osztrák forgóvázas szerkocsitípus a kkStB-eredetű 86 sorozatú volt, mely 1902. és 1916. között készült és főleg a 310 sorozatú 1'C2'-mozdonyhoz csatolták. A másik forgóvázas típus a 88 sorozat – szintén tömegokokból – kísérletképpen belső elrendezésű forgóvázkeretekkel és belső ágyazással készült. Egy 86 sorozatú szerkocsi 6 tonnával kevesebb szenet szállíthatott, mint egy 85-ös. Így a DRG 52 sorozatú mozdonyaihoz tartozó floridsdorfi merevkeretes szerkocsik egy lényegesen könnyebb osztrák szerkocsitípus továbbfejlesztése.

### Szénporos szerkocsi
A fűtők rendkívül kemény fizikai munkájának megkönnyítésére (mivel az NDK-ban az 1950-es években alacsony fűtőértékű barnaszenek álltak csak rendelkezésre), a Deutsche Reichsbahn 1952-től néhány 44, 58 és 52 sorozatú mozdonyát és szerkocsiját Wendler-rendszerű szénportüzelésre építették át. 
A tüzelőanyag-tárolóból a barnaszénport sűrített levegővel juttatták a mozdony tűzszekrényébe. Mivel a szénport csak nagy és drága tárolókban lehetett csak a vontatási telepeken raktározni, ezért a további átépítések során inkább olajtüzelésűre alakították a mozdonyokat.

## Jelölési mód

### Németország
A szerkocsikat Németországban „T” (Schlepptender) jelölték, melyhez további, adatokat tartalmazó számokat adtak, így a tengelyelrendezést és a vízkészlet nagyságát köbméterben. A széntartó méretét nem tüntették fel. A szerkocsin a hozzá tartozó mozdony sorozat- és pályaszámát is feltüntették.
Például:
- 3T 20 (szerkocsi három, a keretbe mereven ágyazott tengellyel és 20 m³ víz befogadóképességgel)
- 2´3T 38 (szerkocsi egy db kéttengelyes forgóvázzal és a három, a keretbe mereven ágyazott tengellyel, 38 m³ víz befogadóképességgel)
- 2´2´T 34 (szerkocsi két db kéttengelyes forgóvázzal, 34 m³ víz befogadóképességgel)
- bay 2´2´T 26,2 (a Bajor Királyi Államvasutak szerkocsija két db kéttengelyes forgóvázzal, 26,2 m³ víz befogadóképességgel)

### Ausztria
Ausztriában az Anschluss idejéig kétjegyű sorozatszámmal és önálló pályaszámmal jelölték a szerkocsikat. A szerkocsik pályaszámában (és magán a szerkocsin) semmi nem utalt arra, hogy milyen sorozat- és pályaszámú mozdonyhoz kapcsolták azokat.

### Magyarország
Magyarországon a MÁV 1911-ig nem alkalmazott külön osztályjelet és pályaszámot a szerkocsin, hanem a mozdony osztályjelét és pályaszámát viselték. 1911-től az új sorozatjelzések bevezetésével a szerkocsikat az ABC-betűivel jelölték, a mozdony sorozatjelének/pályaszámának előtagjaként. 1958-tól, amikor a mozdonyok homlok zománctáblát kaptak, a szerkocsik homlokát is ellátták ilyennel: azon azonban csak a mozdony pályaszáma szerepelt, a szerkocsi típusjele nem. 
Például:
- A 324 sorozatú mozdonyokhoz „M”-típusú szerkocsi tartozott. Így a 324,1518 pályaszámú mozdony szerkocsijának oldalán az „M324,1518” pályaszám szerepelt.
- A 327 sorozatú mozdonyokhoz „R”-típusú szerkocsi tartozott. Így a 327,501 pályaszámú mozdony szerkocsijának oldalán az „R327,501” pályaszám szerepelt.
- A 303 sorozatú mozdonyokhoz „V”-típusú szerkocsi tartozott. Így a 303,001 pályaszámú mozdony szerkocsijának oldalán az „V303,001” pályaszám szerepelt.

Főleg a gőzmozdonykorszak végén a mozdonyokhoz már eltérő pályaszámú szerkocsi tartozhatott, sőt például a 324 sorozatú mozdonyok közül néhány a selejtezett 327 és 328 sorozatú mozdonyoktól származó „R”-típusú szerkocsival üzemelt.

### Szerkocsi betűjelölések az alább felsorolt gőzmozdony típusoknál

#### Fővonali gőzmozdonyok
A: 220; 221; 240; 241; 259; 320; 321; 325; 422
B: 238; 326; 335; 338; 341; 420; 421; 441
C: 236; 355; 224
D: 223; 224; 225; 323,9xx; 330
E: 222; 651
F: 239; 302
G: 237; 358; 402; 424,247 - 424,365; (később a 424,001 - 424,027 is R típusjelölésről G-re változott)
H: 337; 403
I: nem volt kiadva
J: 424,028 - 424,246
K: 339; 340
L: 201; 202
M: 324; 401; 651
N: 203; 329
O: nem volt kiadva
P: 336; 410,5xx; 431
Q: 314
R: 327; 328; 424,001 - 424,027(gyártáskori típusjelölés)
S: 203; 301; 322; 601
T: 323
U: 434
V: 303
X: 510
Y: 520
Z: 411

#### Mellékvonali gőzmozdonyok
a: 253; 254; 255; 226
b: 257; 258; 226; 330
c: 256; 227; 330
d: 359; 333
e: 357
f: 356; 330
g: 358; 459; 351
h: 373; 374; 329
j: 410,6xx; 431
k: 274
l: 370
m: 252; 331